# Разъезд 136 км
Разъезд 136 километр — упразднённый в декабре 2020 года посёлок, находившийся в Новолялинском городском округе Свердловской области России.

## Географическое положение
Посёлок располагался в 10 километрах к северу-северо-западу от города Новая Ляля. Посёлок был образован при железнодорожном разъезде 136 км Свердловской железной дороги (с ноября 2020 года — разъезд Богословский).

## История
С 1 октября 2017 года согласно областному закону № 35-ОЗ статус изменён с железнодорожного посёлка на посёлок.
В декабре 2020 года внесён законопроект об упразднении посёлка. Посёлок был упразднен областным законом № 155-ОЗ от 23 декабря 2020 года.

## Население
| 2002 | 2010 |
| ---- | ---- |
| 0    | →0   |